# Israel no Festival Eurovisão da Canção Júnior
Israel foi um dos países que estreou no X Festival da Canção de Eurovisión Junior em 2012.
Depois de partir como uma das favoritas ao triunfo, acabou no posto 8. Em 2013, retirou-se por causas indiferentes. Regressa em 2016. E depois de um parêntese de 1 ano, volta ao festival. Em 2019, confirma que se retira por terceira vez.

## Participação
Legenda
     Vencedor
     2.º lugar
     3.º lugar
     Pontuação Nula ("Null Points")/Último Lugar
     Melhor classificação (fora do top 3)
     Qualificação para a final (fora do top 3)
     País-anfitrião
     Desclassificado
|                                 | Ano        | Sede       | Artista(s)     | Canção                | Tradução              | Lingua           | Lugar          | Pts            |
| ------------------------------- | ---------- | ---------- | -------------- | --------------------- | --------------------- | ---------------- | -------------- | -------------- |
| 1º                              | 2012 (10º) | Amesterdão | Kids.il        | "Let The Music Win"   | Deixe a música ganhar | Hebraico         | 8/12           | 68             |
| Não participou de 2012 até 2016 |            |            |                |                       |                       |                  |                |                |
| 2º                              | 2016 (14º) | Valeta     | Shir &amp; Tim | "Follow My Heart"     | Seguir meu coração    | Hebraico, Inglês | 15/17          | 27             |
|                                 | 2017 (15º) | Tbilisi    | Não participou | Não participou        | Não participou        | Não participou   | Não participou | Não participou |
| 3º                              | 2018 (16º) | Minsk      | Noam Dadon     | "Children Like These" | "Crianças como estas" | Hebraico         | 14/20          | 81             |
|                                 | 2019 (17º) | Gliwice    | Não participou | Não participou        | Não participou        | Não participou   | Não participou | Não participou |

## Votações
Israel tem dado mais pontos a...
| N.º | País          | Pts |
| --- | ------------- | --- |
| 1   | Ucrânia       | 12  |
| 2   | Arménia       | 10  |
| 3   | Geórgia       | 8   |
| 4   | Suécia        | 7   |
| 5   | Bélgica       | 6   |
| 6   | Moldávia      | 5   |
| 7   | Rússia        | 4   |
| 8   | Albânia       | 3   |
| 9   | Países Baixos | 2   |
| 10  | Bielorrússia  | 1   |

Israel tem recebido mais pontos de...
| N.º | País          | Pts |
| --- | ------------- | --- |
| 1   | Rússia        | 8   |
| 1   | Ucrânia       | 8   |
| 2   | Países Baixos | 7   |
| 3   | Arménia       | 6   |
| 4   | Bielorrússia  | 5   |
| 4   | Azerbaijão    | 5   |
| 5   | Suécia        | 4   |
| 5   | Bélgica       | 4   |
| 6   | Geórgia       | 3   |
| 7   | Albânia       | 1   |
| 7   | Moldávia      | 1   |

## 12 pontos
Israel tem dado 12 pontos a...
| Ano  | País         |
| ---- | ------------ |
| 2012 | Ucrânia      |
| 2016 | Bielorrússia |
| 2018 | Geórgia      |